# Eppeldorf
Eppeldorf är en ort i Luxemburg.   Den ligger i distriktet Diekirch, i den centrala delen av landet, 27 kilometer norr om huvudstaden Luxemburg. Eppeldorf ligger 284 meter över havet och antalet invånare är 181.
Terrängen runt Eppeldorf är kuperad norrut, men söderut är den platt.  Närmaste större samhälle är Ettelbruck, 10,4 kilometer väster om Eppeldorf. 
I omgivningarna runt Eppeldorf växer i huvudsak blandskog. Runt Eppeldorf är det ganska tätbefolkat, med 100 invånare per kvadratkilometer.